# Korps Militaire Administratie
De Koninklijke Landmacht kent, naast een hiërarchische indeling, een indeling in wapens (gevechtstroepen) en dienstvakken (ondersteunende troepen), die in een aantal gevallen weer zijn onderverdeeld in een of meer regimenten (administratieve organisaties die de tradities van de eenheden bewaren. Een van de dienstvakken is de Logistiek bestaande uit het regiment Bevoorradings- en Transporttroepen (samenvoeging van Intendance en Aan- en afvoertroepen) en de oude dienstvakken Technische dienst en Militair Geneeskundige Dienst die nu als afzonderlijke regimenten - en de Militaire Administratie, die als afzonderlijk korps in het dienstvak Logistiek zijn opgenomen.

## Historie
Tot 1795 waren in het leger van de Republiek der Verenigde Nederlanden de compagnieën financieel afhankelijk van de commandant (kapitein of ritmeester). De betaling van de soldijen en traktementen behoorde tot zijn verantwoordelijkheid, evenals de administratie hierover, die veelal werd gevoerd door een oudere onderofficier. De overheid die de soldij- en traktementsgelden verstrekte, oefende toezicht uit. Aanvankelijk gebeurde dat door middel van zogeheten monstercommissarissen. Later werden deze functionarissen afgeschaft en moest de commandant onder meer schriftelijk verantwoording afleggen. Een officier van administratie bij een regiment of bataljon bestond niet.
In 1795, na de Bataafse Revolutie kwam hierin verandering en werd het korps – een bataljon of regiment – de administratieve eenheid. Aan het hoofd stond een Raad van Administratie, waarvan een luitenant-kwartiermeester als secretaris optrad, die ook de werkzaamheden voor de Raad verrichtte
Toezicht werd uitgeoefend door commissarissen van oorlog.
In 1814, na de Franse overheersing en de daarop gevolgde oprichting van de Koninklijke Landmacht, werd de functie van kwartiermeester (luitenant of kapitein) – in 1795 ingevoerd – gehandhaafd als uitvoerder van de opgelegde administratieve taken. De controle en de verificatie werd in 1814 aanvankelijk opgedragen aan commissarissen van monstering. Daarna aan het in 1815 gevormde korps inspecteurs van administratie, dat in 1818 weer werd vervangen door een korps agenten van oorlog en in 1830 door het korps militaire intendanten. Al deze functionarissen, hoe hun benaming ook luidde hadden bemoeienis met de betaling van de soldijen en traktementen, met kleding, kazernering, de geneeskundige dienst, de hospitalen, transporten, levensmiddelen en de monsterrollen. Tot de rijen der intendanten werden tot 1875 vrijwel uitsluitend kwartiermeesters toegelaten. Na de instelling in genoemd jaar van de intendancecursus aan de Hogere Krijgsschool, konden ook officieren van andere wapens en dienstvakken, die geen financiële achtergrond hadden, tot intendant worden benoemd. Een en ander had tot gevolg dat het zogeheten ‘personeel van de militaire administratie’, waaronder zowel intendanten als kwartiermeesters vielen, in 1918 werd gesplitst en verdeeld over twee dienstvakken: de militaire administratie en de intendance.

## Voorlopers
De traditie van de militaire administratie begint op 8 juli 1795, de oprichting van de Bataafse Armee. De toenmalige functies van commissaris van oorlog en van kwartiermeester kunnen als voorlopers worden beschouwd van het latere personeel van de militaire administratie. Sinds de oprichting van de KL op 7 januari 1814 werd de administratie bij de compagnieën of overeenkomstige eenheden gevoerd door de sergeant-majoor. Door uitbreiding van zijn taken werd in 1905 een tweede administrateur bij de compagnie geplaatst. Tegelijkertijd werd de instructeur die de administratie voerde, uitsluitend met deze taak belast en voortaan officieel aangeduid als sergeant-majoor administrateur.
Ter onderscheiding droeg de SMI een zilveren kroon op de mouw en de SMA een gouden kroon. Tot 1945 bleven de SMA’s en de adjudanten ingedeeld bij hun eigen wapen. Pas na 1945 werden zij opgenomen in het dienstvak van de militaire administratie dat tot dusver uitsluitend had bestaan uit officieren van administratie, zoals de kwartiermeesters sinds 1918 werden genoemd, en uit adjudanten van de militaire administratie.

## Papyrus

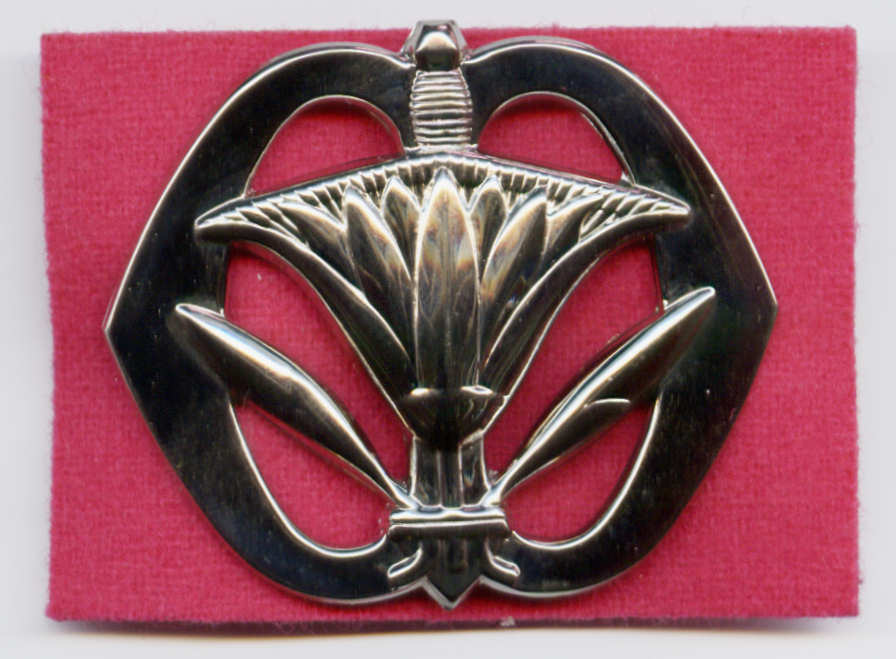
Baretembleem van de MA tot 2001

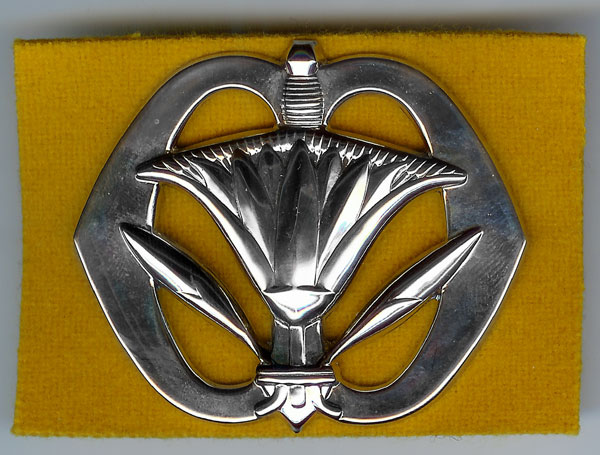
Baretembleem van de MA 2001 - 2010

Het baretembleem van de militaire administratie is zilverkleurig en wordt gevormd door de bekende gestileerde W, waarop een papyrusbloem is gelegen op een neerwaarts gericht zwaard. Het embleem wordt gedragen op een ondergrond van rozerood (de ondergrond is in oktober 2001 vervangen door een okergele kleur, dit in verband met de oprichting van het Logistiek Dienstvak). Wat in het kledingvoorschrift een bloem wordt genoemd, is in feite de top van de papyrusstengel, waaruit straalsgewijs de bovenste bladeren groeien. De papyrusplant werd in de oudheid gebruikt voor de vervaardiging van schrijfbaar materiaal, de zogenaamde papyrusrollen. Door het afbeelden ervan in het embleem van de militaire administratie heeft men de schrijvende taak van het dienstvak willen uitbeelden. Het neerwaarts gericht ontblote zwaard herinnert eraan dat deze administratieve dienst deel uitmaakt van het leger; het zwaard is slechts in ruste, maar gereed om ten strijde te worden geheven.
Sinds 1 oktober 2010 zijn alle logistieke regimenten en het korps weer teruggegaan naar hun oorspronkelijke stamkleur. Voor de Militaire Administratie is dit karmozijnrood.

## Vaandel

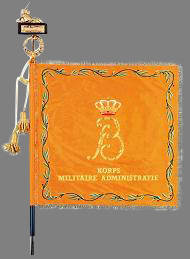

Op 6 december 2011 kreeg het Korps Militaire Administratie tijdens een ceremonie op het Binnenhof uit handen van Koningin Beatrix een vaandel uitgereikt. In haar toespraak memoreerde koningin Beatrix de lange weg die het korps aflegde: van kroontjespen naar technologische hulpmiddelen. 
Het vaandeldoek is een vierkant doek van oranje zijde, omzoomd met gouden franje. De lengte en de breedte van het vaandeldoek zijn zevenentachtig centimeter. Op de voorzijde is in goud geborduurd een gestileerde gekroonde B, de kroon in de kleuren van het Koninklijk wapen. Onder de B is in goud geborduurd:
```
   KORPS MILITAIRE ADMINISTRATIE
```

Het geheel van de gekroonde B en de naam is omgeven door een doorlopende oranjetak. Op de achterzijde is in kleuren geborduurd het Koninklijk wapen zonder de daarbij behorende mantel. Het Koninklijk wapen is omgeven door twee met een lint samengebonden takken van sinopel, ter linkerzijde een eikentak, ter rechterzijde een lauwertak. Het lint is uitgevoerd in de kleuren behorende bij het lint van de Militaire Willemsorde. Het geheel is omgeven door een doorlopende oranjetak.

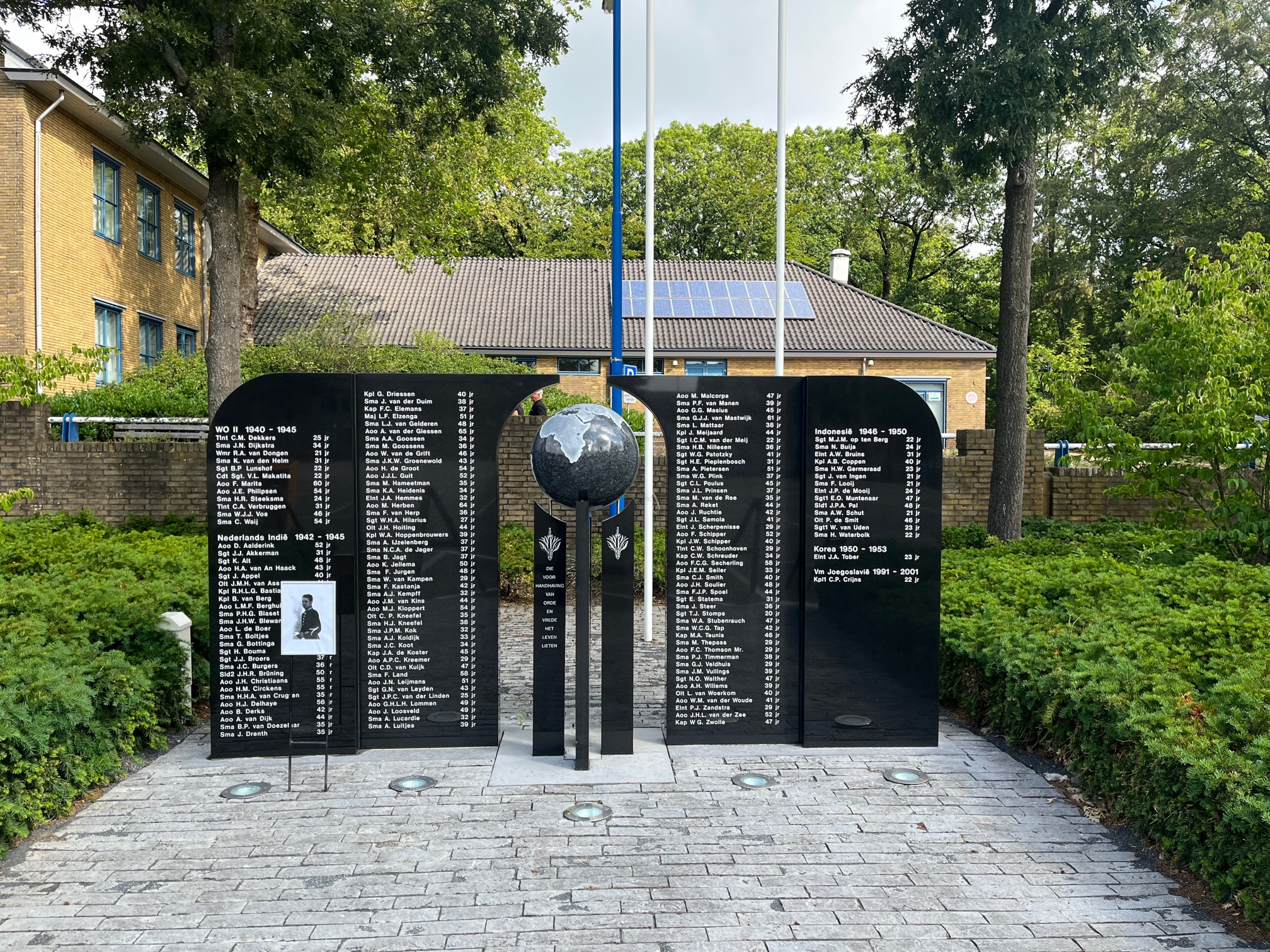

## Monument voor de Gevallenen

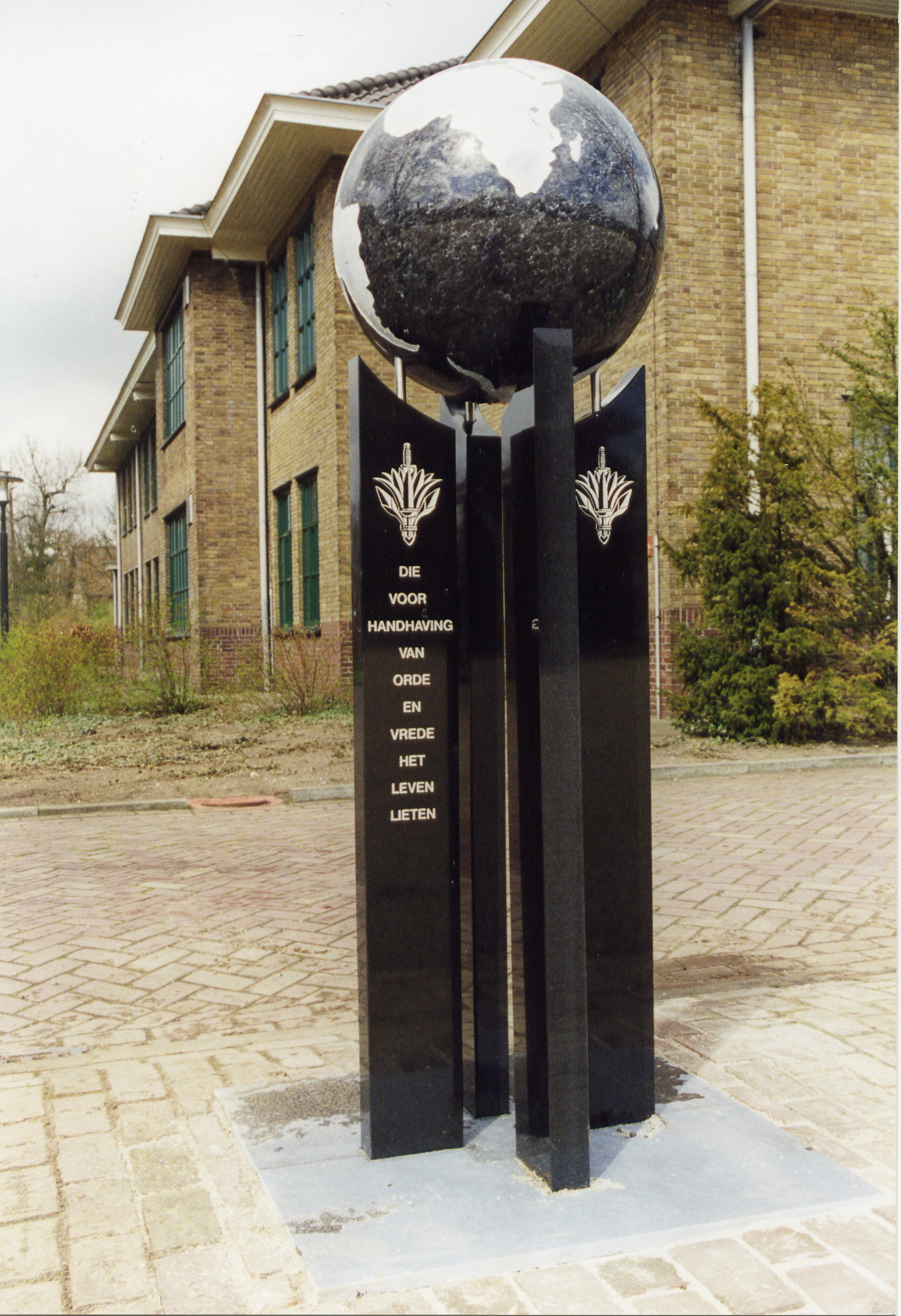
Monument voor de gevallenen

Het 'Monument voor de Gevallenen van het Korps Militaire Administratie' is een wereldbol, geplaatst op vier zuilen van zwarte natuursteen. De zuilen die de wereld torsen zijn opgesierd met het embleem van het Korps; de papyrusbloem gelegen op een neerwaarts gericht zwaard, geflankeerd door twee penneveren. Het gedenkteken is 1 meter 50 hoog, 70 centimeter breed en 70 centimeter diep.
De wereldbol staat symbool voor de inzet van administrateurs (zowel bij de eenheden als individuele waarnemer) waar dan ook. Er is door het Korps Militaire Administratie zeer bewust gekozen voor dit tijdloze thema zonder namen. Dit monument is namelijk de vervulling van een ereplicht, aan de gesneuvelden van toen, van nu, maar ook van in de toekomst. Opdat zij die het hoogste offer brengen, nimmer worden vergeten.
In het museum (Kamp Soesterberg), wordt daarentegen een 'ereboekwerk' met de namen van de gesneuvelden tentoongesteld.
Het monument is onthuld op 21 september 2001 door majoor MA Thom van de Riet.
(zie tevens externe links voor een gedetailleerde beschrijving)

## Korpscommandanten
| Naam                           | Rang              | Periode                   |
| ------------------------------ | ----------------- | ------------------------- |
| M. Sturm                       | Luitenant-kolonel | 13-08-1976 tot 12-10-1979 |
| Drs H. Steffers                | Luitenant-kolonel | 12-10-1979 tot 02-10-1981 |
| D. Ruijs RA                    | Luitenant-kolonel | 02-10-1981 tot 01-10-1983 |
| Mr W. Thomson                  | Luitenant-kolonel | 01-10-1983 tot 12-09-1986 |
| J.F.A. Storm van ’s-Gravesande | Luitenant-kolonel | 12-09-1986 tot 11-11-1988 |
| P. Brink                       | Luitenant-kolonel | 11-11-1988 tot 17-07-1992 |
| E.C. Bolsius                   | Luitenant-kolonel | 17-07-1992 tot 01-01-1995 |
| J.F. van der Vliet             | Luitenant-kolonel | 01-01-1995 tot 20-06-1996 |
| J.H.P. Fick                    | Luitenant-kolonel | 20-06-1996 tot 01-04-1999 |
| J.G. Willemstein               | Luitenant-kolonel | 01-04-1999 tot 01-04-2002 |
| Th.H.T. van de Riet B.ec RSE   | Luitenant-kolonel | 01-04-2002 tot 01-04-2005 |
| L.L.G.M. van Kaathoven         | Luitenant-kolonel | 01-04-2005 tot 29-11-2007 |
| M. Koch                        | Luitenant-kolonel | 29-11-2007 tot 15-12-2011 |
| S. Bruijne                     | Luitenant-kolonel | 15-12-2011 tot 25-06-2015 |
| H. Vis                         | Luitenant-kolonel | 25-06-2015 tot 18-04-2019 |
| M. Veeke                       | Luitenant-kolonel | 18-04-2019 tot 20-04-2023 |
| R. Roos                        | Luitenant-kolonel | 20-04-2023 tot heden      |

## Korpsadjudanten
| Naam                  | Rang         | Periode                   |
| --------------------- | ------------ | ------------------------- |
| J.R.F. Walsarie-Wolff | stafadjudant | 08-08-1994 tot 28-05-1999 |
| C.L. Valkenburg       | stafadjudant | 28-05-1999 tot 01-02-2001 |
| R.A.L. Bruggeman      | stafadjudant | 16-08-2001 tot 01-03-2007 |
| G.J.M. Houterman      | adjudant     | 01-03-2007 tot 24-02-2010 |
| R. van Leeuwen        | adjudant     | 24-02-2010 tot 09-01-2013 |
| M. van Dijk           | adjudant     | 09-01-2013 tot 13-11-2015 |
| D. Groeneveld         | adjudant     | 13-11-2015 tot 09-01-2019 |
| L. van der Heijden    | adjudant     | 09-01-2019 tot 02-04-2020 |
| H. Veerman            | adjudant     | 02-04-2020 tot heden      |

## Korpsoudsten
| Naam             | Rang            | Periode        |
| ---------------- | --------------- | -------------- |
| A. Aerts         | Generaal-Majoor | 1994 - 2001    |
| H. Schouenberg   | Generaal-Majoor | 2001 - 2011    |
| M. van Zeijts    | Brigadegeneraal | 2011 - 2013    |
| G.J. Schellekens | Brigadegeneraal | 2013 - 2014    |
| H. Damen         | Brigadegeneraal | 2014 - 2019    |
| A. van Vliet     | Brigadegeneraal | 2019 - 2022    |
| H. Bouman        | Brigadegeneraal | 2022 tot heden |